# Кромы
Кро́мы — посёлок городского типа в Орловской области России, административный центр Кромского района. Образует городское поселение Кромы. Населённый пункт воинской доблести (15.07.2019).

## География

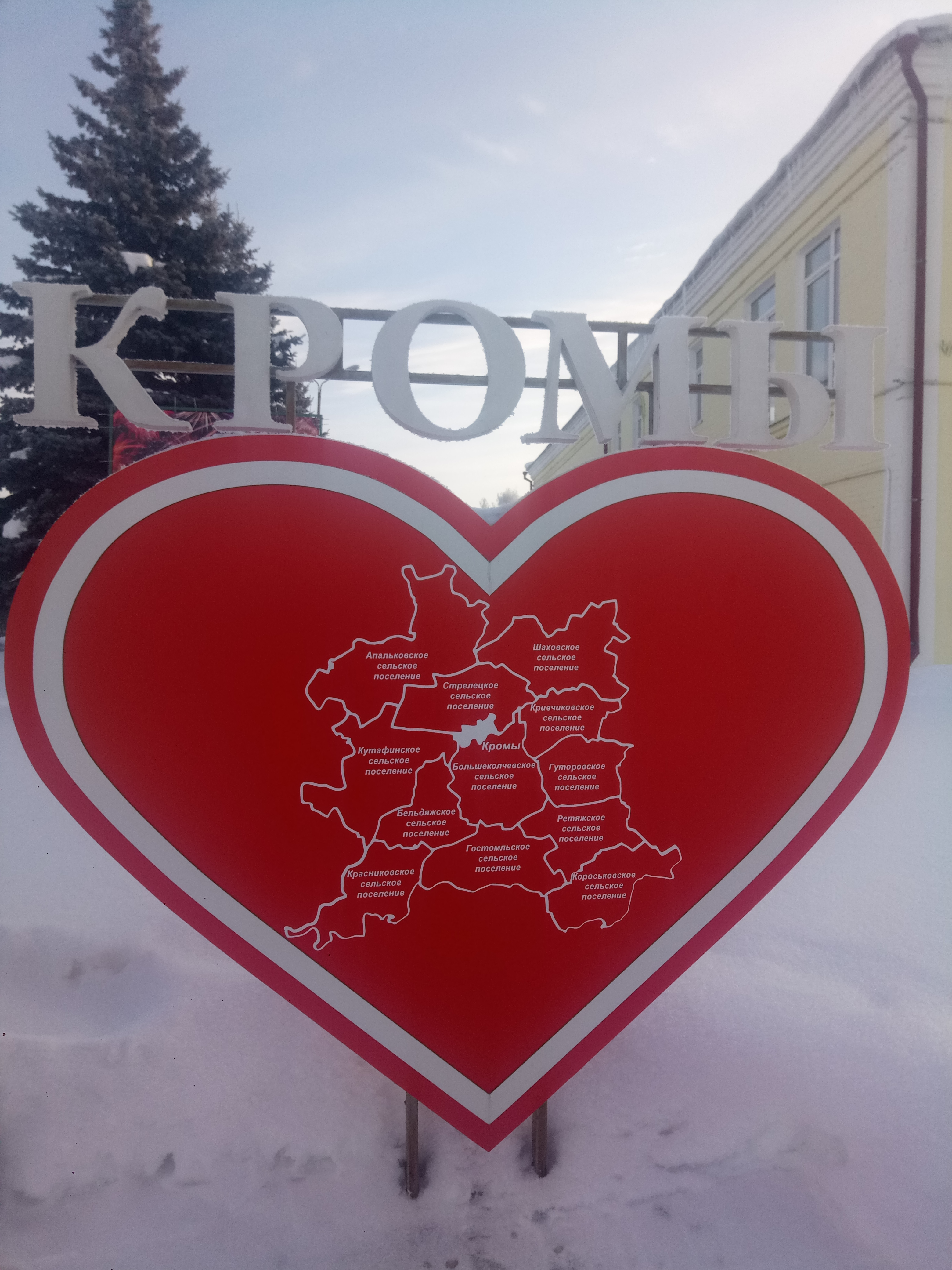

Посёлок расположен на реке Недна, впадающей на его территории в Крому (приток Оки). По одной из версий по реке и появилось название посёлка.
Посёлок Кромы расположен на Среднерусской возвышенности в центре Восточно-Европейской равнины в 60 км от Михайловского водохранилища на реке Свапа и принадлежит Приокскому району северной подзоны лесостепи.

### Время
Кромы, как и вся Орловская область, находится в часовой зоне МСК (московское время). Смещение применяемого времени относительно UTC составляет +3:00. Время в посёлке Кромы опережает географическое поясное время на один час.

### Климат
Из-за удалённости от моря Кромы отличаются умеренно—континентальным климатом (в классификации Кёппена — Dfb), который зависит от северо-западных океанических и восточных континентальных масс воздуха, взаимодействующих между собой и определяющих изменения погоды. Зима умеренно прохладная. Периодически похолодания сменяются оттепелями. Лето неустойчивое, с периодами сильной жары и более прохладной погоды.

## История

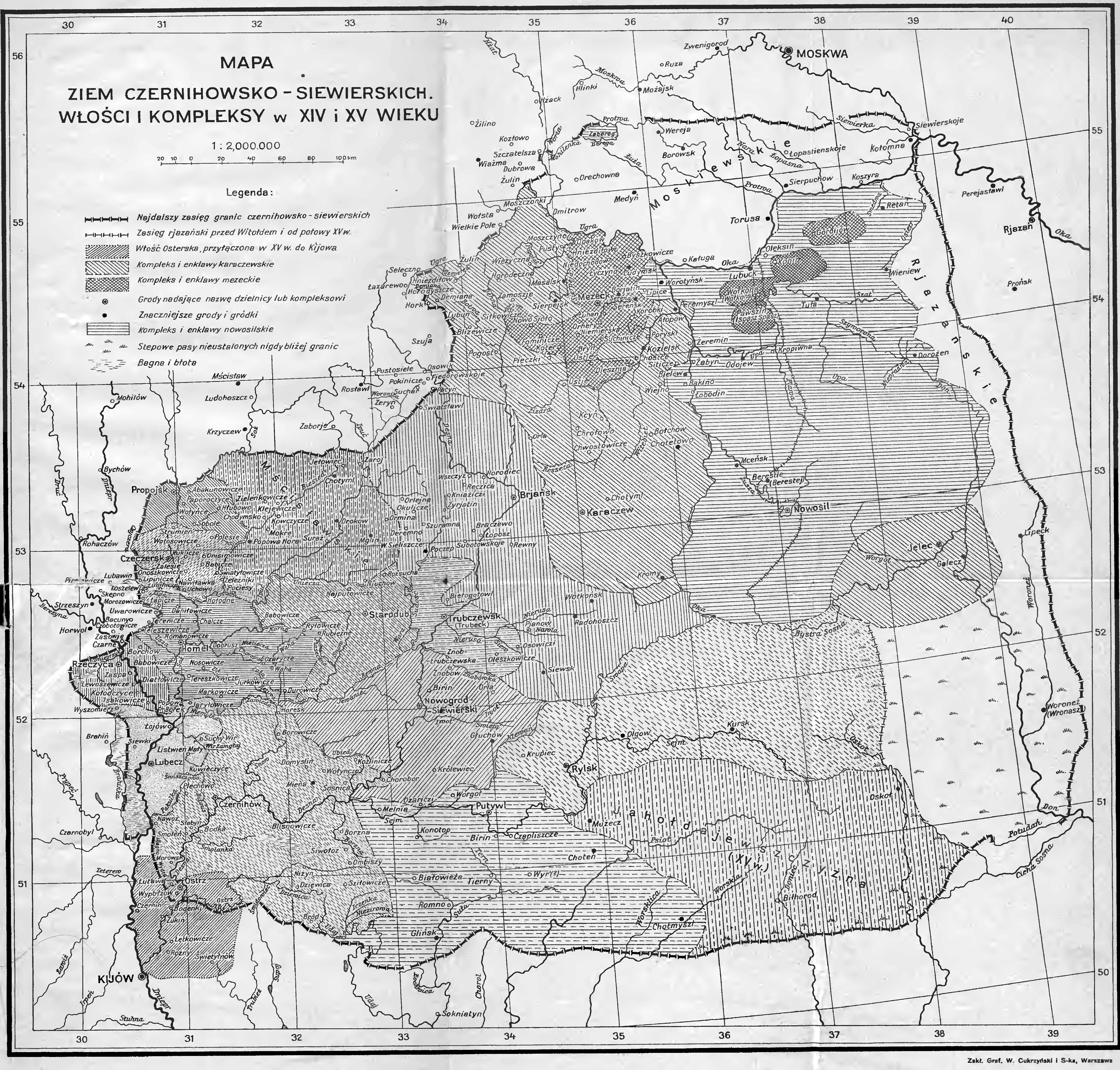
Оригинал. Mapa Ziem Czernihowsko-Siewierskie wlosci i kompleksy w XIV i XV wieku

Упоминается с 1147 года в составе Черниговского княжества. В актах XV века упоминаются князья Кромские: ветвь князей черниговских, владевших городом Кромы (позднее Орловской губернии). Князь Иван (уп. 1440—1492) получил ряд владений от короля Казимира IV, а его сын Андрей Иванович (уп. 1494—1510) в 1500 году попал в плен на Ведроше и увезён в Москву в XVI веке.
В 1595 году в Кромах была построена новая крепость для защиты от набегов крымских татар. Служили здесь городовые казаки. В Смутное время Кромы, расположенные на пути из Северской земли (начальной точки ряда восстаний) на Москву, сыграли важную роль. В 1605 году в Кромах держали оборону сторонники Лжедмитрия I, выдержавшие под руководством атамана А. Корелы осаду войск Мстиславского, Шереметева и Шуйского. В 1606 году отряды «воеводы царевича Дмитрия» Ивана Болотникова под Кромами одержали победу над войсками царя Василия Шуйского. Зимой 1607—1608 годов в районе Кром было место сосредоточения войск самозванца Лжедмитрия II перед походом на Москву.
В 1778 году Кромы становятся уездным городом Кромского уезда Орловского наместничества (с 1796 года — Орловской губернии).
В середине XIX века в городе насчитывалось 6 церквей, 365 домов (из них 6 каменных), действовало 4 салотопенных, пивоваренный и кирпичный заводы.
11 февраля 1924 года был упразднён Кромской уезд, а город Кромы лишён городского статуса и преобразован в село.
С 30 июля 1928 года Кромы являются центром Кромского района Орловского округа Центрально-Чернозёмной области (с 1937 года — Орловской области).
2 октября 1941 года захвачены немецкими войсками, 6 августа 1943 года в ходе операции «Кутузов» освобождены частями Красной Армии.
20 декабря 1957 года село Кромы отнесено к категории рабочих посёлков.
С 1 января 2006 года посёлок образует городское поселение «Посёлок Кромы».

## Население
| 1840  | 1897  | 1939  | 1959  | 1970  | 1979  | 1989  | 2002  | 2009  |
| ----- | ----- | ----- | ----- | ----- | ----- | ----- | ----- | ----- |
| 3092  | ↗5586 | ↘2190 | ↗3167 | ↗4831 | ↗5834 | ↗7082 | ↗7194 | ↘7093 |
| 2010  | 2012  | 2013  | 2014  | 2015  | 2016  | 2017  | 2018  | 2019  |
| ↘6733 | ↗6790 | ↗6813 | ↗6838 | ↘6719 | ↘6651 | ↘6613 | ↗6633 | ↗6705 |
| 2020  | 2021  | 2023  |       |       |       |       |       |       |
| ↗6726 | ↗7082 | ↘7017 |       |       |       |       |       |       |

Национальный состав
По итогам переписи населения 2020 года проживали следующие национальности (национальности менее 0,1 % и другое, см. в сноске к строке «Другие»):
| Национальность | Численность, чел. | Доля     |
| -------------- | ----------------- | -------- |
| Русские        | 6727              | 94,99 %  |
| Украинцы       | 17                | 0,24 %   |
| Армяне         | 11                | 0,16 %   |
| Другие         | 327               | 4,61 %   |
| Итого          | 7082              | 100,00 % |

## Экономика
В посёлке — маслозавод, комбикормовый завод, швейная фабрика, хлебозавод.
«Кромской завод металлоизделий» (КРОЗМИЗ).

## Транспорт

### Автомобильный
Кромы находятся в 38,5 км к юго-западу от областного центра — города Орёл. Федеральная автодорога М2«Крым» огибает с запада посёлок, хотя раньше проходила через его центр. Также местные дороги межмуниципального значения связывают Кромы с населёнными пунктами Кромского и других районов области.

### Железнодорожный
В 4,5 километрах к юго-востоку от Кром находится одноимённая станция железнодорожной линии Орёл — Льгов Московской железной дороги.

## Достопримечательности

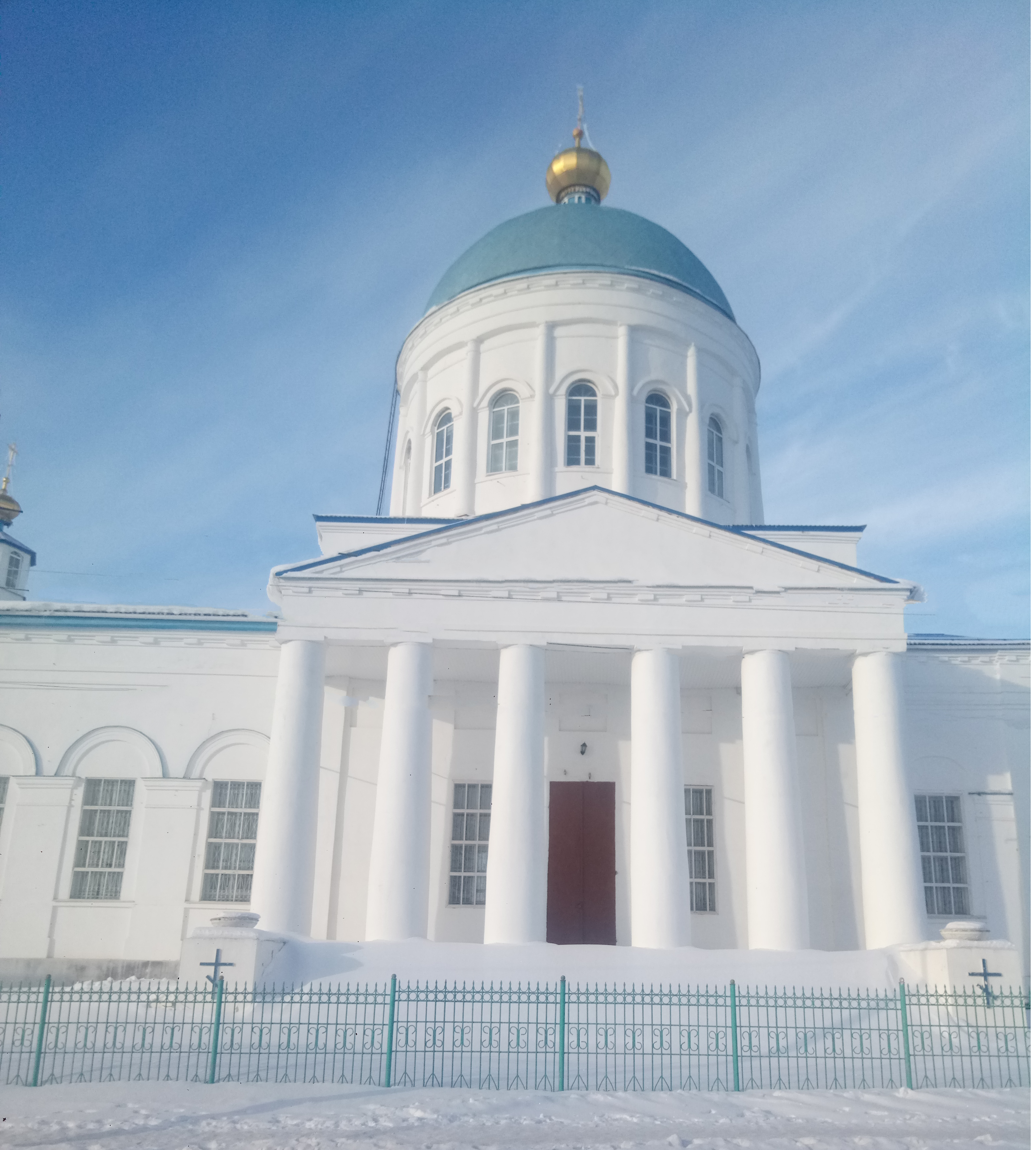
Свято-Никольский храм

- Свято-Никольский храм. Построен в XIX веке[28].
- Братская могила советских воинов[29].

## Пословицы о городе
«Орёл да Кромы — первые воры, Карачев - на придачу, а Елец — всем ворам отец»

Эта пословица появилась во времена Смуты. Орёл и близлежащие поселения служили одним из складочных и сборных пунктов повстанцев, а сами жители принимали активное участие в боевых действиях. Такая рьяная поддержка различного рода авантюристов и весьма сомнительных кандидатов на престол и привела к появлению неприятной для горожан пословицы.

## Известные люди
- Эйгес, Надежда Романовна (1883—1975) — педагог, основатель первых яслей в СССР, автор популярных пособий по воспитанию детей дошкольного возраста.
- Сидельников, Николай Павлович  (1899—1976) — советский военачальник, генерал-полковник.